# Hippelates grandiusculus
Hippelates grandiusculus är en tvåvingeart som beskrevs av Becker 1912. Hippelates grandiusculus ingår i släktet Hippelates och familjen fritflugor.
Artens utbredningsområde är Ecuador. Inga underarter finns listade i Catalogue of Life.